# Sidi Lazreg
Sidi Lazreg là một đô thị thuộc tỉnh Relizane, Algérie. Dân số thời điểm năm 2002 là 5.575 người.